# Listă de scriitori de limbă germană/D
| Vezi: Da De Di - Dj Do Dr Du Dw Dy |
| ---------------------------------- |

## Da
- Gerd Dabel, de fapt Gerhard Dabel (n. 1916)
- Margrit von Dach (n. 1946)
- Simon Dach (1605–1659)
- Edwin Wolfram Dahl (n. 1928)
- Ernst Dahlmann, de fapt Emma Flügel (1852–?)
- Gertrud Dahlmann-Stolzenbach (1909–1988)
- Daniela Dahn (n. 1949)
- Felix Dahn (1834–1912)
- Gerhard Dallmann (n. 1926)
- Jonas-Philipp Dallmann (n. 1969)
- Sigrid Damm (n. 1940)
- Martin Damß (1910–1962)
- Utta Danella (n. 1924)
- Enrico Danieli (n. 1952)
- Heinrich Danioth (1896–1953)
- Sophie Dannenberg (n. 1971)
- Carl Dantz (1884–1967)
- Daniela Danz (n. 1976)
- Clark Darlton, de fapt Walter Ernsting (1920–2005)
- Dietmar Dath (n. 1970)
- Theodor Däubler (1876–1934)
- Rudolf H. Daumann (1896–1957)
- Georg Friedrich Daumer (1800–1875)
- Elisabeth Dauthendey (1854–1943)
- Max Dauthendey (1867–1918)
- Jakob Julius David (1859–1906)
- Kurt David (1924–1994)
- Henriette Davidis (1801–1876)

## De
- Martin R. Dean (n. 1955)
- Ernst Decker (1902–?)
- Karl von Decker (1784–1844)
- Ernst Decsey (1870–1941)
- Friedrich Dedekind (1524–1598)
- Eugen Hermann von Dedenroth (1829-1887)
- Franz Josef Degenhardt (n. 1931)
- Marc Degens (n. 1971)
- Helmut Degner (n. 1929)
- Paula Dehmel (1862–1918)
- Richard Dehmel (1863–1920)
- Walter Dehmel (1903–1960)
- Wolfgang Deichsel (n. 1939)
- Günther Deicke (1922–2006)
- Wilhelm Deinert (n. 1933)
- Johann Ludwig Deinhardstein (1794–1859)
- Hans Deißinger (1890–1986)
- Sabine Deitmer (n. 1947)
- Anton Dekan (n. 1948)
- Eberhardt Del'Antonio (1926–1997)
- Joachim von Delbrück (1886–1951)
- Friedrich Christian Delius (n. 1943)
- Ewald von Demandowsky (1907–1946)
- Salamon Dembitzer (1888–1964)
- Renan Demirkan (n. 1955)
- Eva Demski (n. 1944)
- Volker Demuth (n. 1961)
- Michael Denis (1729–1800)
- Friedrich Denk (n. 1942)
- Ludwig Derleth (1870–1948)
- Friedrich Dernburg (1833–1911)
- Christoph Friedrich von Derschau (1714–1799)
- Ida Maria Deschmann
- Karlheinz Deschner (n. 1924)
- Sophie Dethleffs (1809–1864)
- Johann Hermann Detmold (1807–1856)
- Werner Deubel (1894–1949)
- Erni Deutsch-Einöder (1917–1997)
- Otto Devrient (1838–1894)

## Di - Dj
- Barbara Dieck (n. 1951)
- Dorothea Dieckmann (n. 1957)
- Friedrich Dieckmann (n. 1937)
- Franz Diederich (1865–1921)
- Georg Christian Diefenbach (1822–1901)
- Lorenz Diefenbach (1806–1883)
- Ramona Diefenbach
- Armin Diem (1903–1951)
- Ulrike M. Dierkes (n. 1957)
- Marie Diers (1867–1949)
- Wilhelm Diess (1884–1957)
- Dietmar von Aist (1140–1171)
- Fritz Georg Dietrich (1870–1938)
- Fritz Diettrich (1902–1964)
- Curt Reinhard Dietz (1896–1949)
- Rudolf Dietz (1863–1942)
- Anton Dietzenschmidt (1893–1955)
- Walter Matthias Diggelmann (1927–1979)
- Lutz van Dijk (n. 1955)
- Johnann Michael Dilherr (1604–1669)
- Lisbet Dill (1877–?)
- Emmy von Dincklage (1825–1891)
- Franz von Dingelstedt (1814–1881)
- Senta Dinglreiter (1893–1969)
- Fritz H. Dinkelmann (1950)
- Artur Dinter (1876–1948)
- Hans Diplich (1909–1990)
- Liane Dirks (n. 1955)
- Esther Dischereit (n. 1952)
- Gisela Dischner (n. 1939)
- Doris Distelmaier-Haas (n. 1943)
- Hugo Dittberner (n. 1944)
- Hans Dittmer (1893–1959)
- Boris Djacenko (1917–1975)

## Do
- Kurt Karl Doberer (1904–1993)
- C. Doberman, de fapt Carla-Ingrid Hahn-Doberman (1928)
- Alfred Döblin (1878–1957)
- Heimito von Doderer (1896–1966)
- Emil Doernenburg (1880–1935)
- Reinhard Döhl (1934–2004)
- Carl Friedrich Döhnel (1772–1853)
- Ernst Dohm, de fapt Elias Levy (1819–1883)
- Hedwig Dohm (1831–1919)
- Norbert Dolezich (1906–1996)
- Karl Domanig (1854–1913)
- Walther Domansky (1860–1936)
- Erich Dombrowski pseudonim Johannes Fischart (1882–1972)
- Ernst von Dombrowski (1862–1917)
- Ernst von Dombrowski (1896–1985)
- Alfred Domes (1901–1984)
- Hilde Domin, de fapt Hilde Palm (1909–2006)
- Hans Dominik (1872–1945)
- Heinrich Dominik (1882–1974)
- Wilhelm Doms (1868–1957)
- Michael Donhauser (n. 1956)
- Ludwig Donin (1810–1876)
- Brigitte Doppagne (n. 1961)
- Milo Dor, de fapt Milutin Doroslovac (1923–2005)
- Anton Dörfler (1890–1981)
- Peter Dörfler (1878–1955)
- Gregor Dorfmeister, pseudonim Manfred Gregor (1929)
- Bianca Döring (n. 1957)
- Frieder Döring (n. 1942)
- Felix Dörmann, de fapt Felix Biedermann (1870–1928)
- Anne Dorn (n. 1925)
- Katrin Dorn (n. 1963)
- Thea Dorn, de fapt Christiane Scherer (1970)
- Wilhelm Dorn (1893-1974)
- Kurt Dörnemann (n. 1913)
- Draginja Dorpat (n. 1931)
- Doris Dörrie (n. 1955)
- Tankred Dorst (n. 1925)
- Carl Dotter (1885–?)
- Heike Doutiné (n. 1945)
- Beatrice Dovsky (1866–1923)

## Dr
- Albert Drach (1902–1995)
- Ulrike Draesner (n. 1962)
- Hedwig Dransfeld (1871–1925)
- Kurt Drawert (n. 1956)
- Hellmut Draws-Tychsen (1904–1973)
- Jan Drees (n. 1979)
- Willrath Dreesen (1878–1950)
- Leberecht Dreves (1816–1870)
- Ingeborg Drewitz (1923–1986)
- Manfred Drews (n. 1935)
- Ernst-Jürgen Dreyer (n. 1934)
- Max Dreyer (1862–1946)
- Karl Friedrich Drollinger (1688–1742)
- Ernst Dronke (1822–1891)
- Otto Dross (1861–1916)
- Georg Droste (1866–1935)
- Wiglaf Droste (n. 1961)
- Annette von Droste-Hülshoff (1797–1848)
- Zoe Droysen (1884–1975)
- Georg Drozdowski (1899–1987)

## Du
- Richard Dübell (n. 1962)
- Johann Friedrich Dücker (1826–1911)
- Tanja Dückers (n. 1968)
- Anne Duden (n. 1942)
- Slatan Dudow (1903–1963)
- John von Düffel (n. 1966)
- Wolfgang Duffner (n. 1937)
- Franz Dülberg (1873–1934)
- Albert Dulk (1819–1884)
- Eduard Duller (1809–1853)
- Hans Heinz Dum (1906–1986)
- Kristina Dunker (n. 1973)
- Anna Dünnebier (n. 1944)
- Wolf Durian, de fapt Wolfgang Bechtle (1892–1969)
- Friedrich Dürrenmatt (1921–1990)
- Werner Dürrson (1932–2008)
- Petra Durst-Benning (n. 1965)
- Frieda Düsterbehn (1878–1954)
- M. Düsterbrock (1865–1947), de fapt Luise Kaliebe
- Heinz Duthel (n. 1950)
- Adelheid Duvanel (1936–1996)
- Karen Duve (n. 1961)

## Dw
- Jens-Fietje Dwars (n. 1960)
- Edwin Erich Dwinger (1898–1981)

## Dy
- Georg von Dyherrn (1848–1878)
- Benedikt Dyrlich (n. 1950)